# Vyšné Remety
Vyšné Remety – wieś (obec) na Słowacji położona w kraju koszyckim, w powiecie Sobrance. Pierwsze wzmianki o miejscowości pochodzą z 1418 roku.
Według danych z dnia 31 grudnia 2016 roku, wieś zamieszkiwało 417 osób, w tym 201 kobiet i 216 mężczyzn.
W 2001 roku rozkład populacji względem narodowości i przynależności etnicznej wyglądał następująco:
- Słowacy – 97,86%
- Czesi – 0,48%
- Polacy – 0,24%
- Ukraińcy – 1,19%

Ze względu na wyznawaną religię struktura mieszkańców kształtowała się w 2001 roku następująco:
- Katolicy rzymscy – 31,67%
- Grekokatolicy – 62,86%
- Ewangelicy – 0,24%
- Prawosławni – 0,48%
- Ateiści – 0,24%
- Nie podano – 2,86%